# George Bogle
Pour les articles homonymes, voir Bogle.
George Bogle, né le 26 novembre 1746 à Glasgow (Écosse) et décédé le 3 avril 1781 à Calcutta (Inde), est un aventurier et diplomate écossais, ambassadeur britannique au Tibet,.

## Biographie
Il est le deuxième fils d'un riche marchand de Glasgow, George Bogle of Daldowie (en), un des seigneurs du Tabac, et d'Anne Sinclair, une dame de la petite noblesse descendant en droite ligne des rois Jacques Ier et Jacques II d'Écosse. Son père avait de très nombreuses relations parmi les membres de l'élite écossaise (propriétaires terriens, négociants et responsables gouvernementaux), de même que des contacts commerciaux dans tout l'Empire britannique. Les Écossais de la petite noblesse dont George Bogle faisait partie furent à leur tour, au XVIIIe siècle, un élément clé de l'État britannique. Leur allégeance politique était souvent obtenue par le biais du clientélisme. En particulier, Henry Dundas était en mesure d'offrir aux cadets de la petite noblesse des occasions de carrière dans la Compagnie anglaise des Indes orientales. Cet élément joue un rôle important dans la carrière de George.
Émissaire de la Compagnie des Indes britanniques, il rencontre à Shigatse le 6e panchen-lama, Palden Yeshe, avec lequel il se lie d'amitié. Il est le premier diplomate britannique en poste au Tibet ; il tente de plus de se faire reconnaître par l'Empire chinois.
Il étudie la langue et les coutumes du pays et épouse une Tibétaine. Il meurt prématurément, à Calcutta, en 1781.

## Formation et début de carrière
Il naît en 1747, et est le plus jeune de ses trois frères. Son frère aîné John Bogle a finalement une plantation en Virginie alors que son autre frère, Robert Bogle, après l'échec d'une aventure d'affaires à Londres (la maison d'importation “Bogle and Scott”), établit une plantation de coton à la Grenade. Ces deux derniers sont intimement impliqués dans le commerce des esclaves noirs. Ses quatre sœurs épousent dans leur réseau de la haute bourgeoisie des commerçants, des « lairds » et des avocats. Sa mère meurt quand il a treize ans. L'année suivante, il s'inscrit à l'Université d'Édimbourg où il étudie la logique. À 18 ans, il complète son éducation à l'académie privée de Enfield, près de Londres. Puis, il passe six mois à voyager en France. Son frère Robert le prend alors comme commis dans ses bureaux de Londres de Bogle and Scott où il passe quatre ans comme caissier.

## Inde
Par l'utilisation de son réseau familial, il obtient un rendez-vous comme écrivain dans la Compagnie anglaise des Indes orientales (EIC). En 1770, à l'époque de la famine du Bengale de 1770, il atterrit à Calcutta, le centre de pouvoir britannique de l'Inde. Ses longues lettres, de même que ses écrits publiés dans des journaux, montrent qu'il est un écrivain vif, amusant et perspicace. Les commentaires de ses collègues montrent qu'il est un compagnon agréable, même amusant, sinon parfois exubérant. Ces qualités influencent sans aucun doute Warren Hastings, le Gouverneur général de l'EIC, quand il le prend comme secrétaire privé. Ses lettres montrent aussi, alors qu'il est conscient du soupçon général de corruption de l'époque (Hastings sera bientôt accusé de corruption), qu'il est déterminé à suivre son destin.

## Émissaire au Bhoutan et au Tibet
En 1768, le Conseil des administrateurs à Londres recommande à Calcutta de s'informer sur les possibilités de commerce de marchandises européennes au Tibet via le Népal. Mais, cette même année, la dynastie lamaïste des Mallas de Katmandou est renversée par les Gurkhas hindouistes du Népal occidental. En conséquence, le royaume du Bhoutan s'empare de celui du Sikkim et envahit l'État hindou du Cooch Bihâr, au nord du Bengale. Le Rajah du Cooch Bihâr demande assistance à Warren Hastings, le gouverneur britannique à Calcutta. Celui-ci dépêche un bataillon d'infanterie indienne qui met en fuite et poursuit jusqu'au Bhoutan les Bhoutanais, lesquels demandent l'intervention du 6e panchen-lama afin d'obtenir le retrait des Britanniques. Fin 1773, 2 émissaires du panchen-lama, le Tibétain Padma et le gosain (moine errant) Purangir, apportent un message à Calcutta. Amical mais ferme, le panchen-lama y affirme que le Bhoutan étant un État vassal du Tibet, ce dernier s'estime attaqué. Il accompagne son message de riches présents. Warren Hastings en déduit que le Tibet est riche et qu'un commerce serait avantageux. Il ordonne le retrait des troupes indiennes et décide d'envoyer un émissaire britannique accompagnant Purangir pour discuter des relations anglo-tibétaines avec le panchen-lama. Il choisit alors George Bogle, âgé alors de 28 ans et vivant en Inde depuis 4 ans, parlant couramment l'hindoustani et le parsi pour aller en mission diplomatique et d'information pour explorer le territoire inconnu au-delà des frontières septentrionales du Bengale, incluant le Tibet, avec l'idée d'ouvrir des échanges commerciaux là-bas. Il y a aussi un espoir d'établir de relations avec l'Empire chinois.
La mission de Bogle débute le 13 mai 1774, date du mandat portant les instructions de Hastings, et est constituée, outre lui-même, d'un chirurgien militaire Alexander Hamilton, de Purangir, et d'une escorte de serviteurs. Ils arrivent à Tashicho Dzong, alors capitale du Bhoutan début juin. Il est reçu en audience par le Deb-Raja et le Grand Lama du Bhoutan qui refusent de le laisser se rendre au Tibet, ce qui mène à des échanges de lettre avec Calcutta et avec le panchen-lama. En attendant, Bogle plante des pommes de terre et sème du thè dans les jardins bhoutanais, qui deviendra une culture himalayenne d'importance. Le panchen-lama écrit à Bogle que les ambans chinois de Lhassa s'oppose à sa visite, et à Purangir, il déconseille la visite des Anglais, en raison d'une épidémie de variole au Tibet central. Bogle y voyant des prétextes envoie Purangir le persuader de le recevoir, et avec l'accord du panchen-lama, se met en route en octobre pour le Tibet où il arrive 10 jours plus tard. Ils atteignent le Tsangpo début novembre. Le 8 novembre, ils arrivent au monastère de Desherip-gay où les attend le panchen-lama. Le 8e dalaï-lama étant encore trop jeune pour régner, le panchen-lama était le chef séculier de la province tibétaine du Tsang. Il devait cependant soumettre aux autorités de Lhassa les décisions relatives à ces relations avec l'étranger. La situation se compliquait en raison du fait que le régent du Tibet (Ngawang Jampel Deleg Gyatsho) intriguait avec les ambans pour que le dalaï-lama ne puisse exercer son pouvoir à sa majorité. Bogle établit une très bonne relation personnelle avec Palden Yeshe le 6e panchen-lama et passe six mois en sa compagnie, attendant la fonte des neiges. Il est très frappé par ses expériences, notant dans son journal, « Quand je considère le temps que j'ai passé dans les montagnes, cela ressemble à un conte de fée ». En effet, ce pourrait être la publication des comptes rendus de son voyage qui a établi le mythe du Tibet comme Shangri-La. Bogle, incidemment, aide le Panchen Lama à composer sa célèbre Géographie d'Inde, la patrie du bouddhisme.
Bogle et le Panchen Lama parlent tous deux l'hindoustani et discutent sans traducteur. Le Panchen Lama demande à Bogle si un conflit ne pourrait survenir entre la Russie et la Chine et songe à jouer dans cette éventualité un rôle de conciliateur, en tant que Lama.
Selon Hugh E. Richardson, Bogle aurait eu une liaison avec une parente du panchen-lama,, dont il a eu 2 filles qui furent plus tard élevées en Europe où elles se marièrent.
La mission au Tibet est un succès diplomatique (mais non commercial), et est représentée en 1775 par un tableau de Tilly Kettle (en), artiste peintre qui résidait à Calcutta, montrant Bogle en habits tibétains présentant une khata au panchen-lama. Cette œuvre sera présentée par Hastings à George III et se trouve à présent dans la Collection Royale. Dans la reconnaissance de l'alliance avec le Tibet, les Britanniques ont donné un terrain de Calcutta à Purangir pour la construction d'un monastère bouddhiste, ce qui avait été demandé par le panchen-lama. Ce temple, nommé Bhot Bagan, se situait à Howrah.

## Ouvertures en Chine
Les espoirs pour une percée en Chine reposent sur l'utilisation du Panchen Lama comme un intermédiaire avec l'Empereur de Chine Mandchou Qing, Qianlong : un dirigeant astucieux, mais distant, qui considère le monde entier comme tributaire. En 1780, Lobsang Palden Yeshe se rend à Pékin, sur l'invitation de l'empereur, pour prendre part aux fêtes du 70e anniversaire de ce dernier en 1781, et il est près d'obtenir un passeport pour Bogle. Qianlong lui présente une urne dorée pour l'usage dans les cérémonies de loteries et la bienveillance a semblé suggérer qu'un passeport ait été distribué. Cependant, il est mort de la variole peu de temps après son arrivée à Pékin. Certains auteurs suspectent qu'il ait pu être empoisonné,. Ce n'est pas avant 1793, qu'un émissaire britannique, George Macartney, est très subrepticement reçu par l'Empereur chinois.

## Mort
Bogle meurt du choléra à Calcutta. Il est enterré dans le cimetière chrétien de la ville ; sa tombe porte une simple dédicace à l'« Ancien Ambassadeur au Tibet ».
Il n'a jamais été marié, mais laisse derrière lui un fils, George, et deux filles, Martha et Marie, nées d'une mère tibétaine. Les deux filles ont été envoyées à la Maison de Daldowie, où elles ont été élevées incognito.

## Les legs de la mission de Bogle
La mission de Bogle a des échos aujourd'hui. Le gouvernement chinois l'a utilisé sur les sites web officiels pour suggérer que la Grande-Bretagne a reconnu la souveraineté chinoise sur le Tibet. Ils décrivent la rencontre du Panchen Lama comme une prosternation en soumission à la Chine. Les Tibétains affirment qu'il s'agissait de la rencontre entre un élève (l'Empereur) et un maître révéré (le Panchen Lama). Cette relation est en fait établie sous la dynastie Yuan, mongole, avec le titre de dishi (帝师 / 帝師, dìshī), donné au précepteur impérial Drogön Chögyal Phagpa après la conquête du Tibet, puis continue sous la dynastie Ming (Han) et enfin la dynastie Qing mandchoue qui s'accorde avec les deux versions.
Dans les années 1930, Thubten Chökyi Nyima, le 9e panchen-lama affirma à un diplomate britannique alors en poste à Pékin qu'il l'avait rencontré dans son monastère. Le diplomate qui n'était jamais allé au Tibet apprit plus tard qu'il avait une ressemblance avec Bogle.
En 1995, la recherche du 11e panche-lama a culminé avec la proclamation par le gouvernement tibétain en exil (Gendhun Choekyi Nyima) puis Pékin (Gyancain Norbu) de 2 candidats enfants rivaux, et les officiels chinois ont présenté l'urne de Qianlong comme un symbole de légitimité et de souveraineté, le plaçant physiquement au cœur même de la mise en scène de leur cérémonie. Pendant ce temps, le candidat du Dalaï Lama a été placé en détention par les autorités chinoises. Il est décrit par les associations de défense des Droits de l'Homme comme le plus jeune prisonnier politique dans le monde. Personne ne sait actuellement où il se trouve,.